# Бетсі-Лейн (Кентуккі)
Бетсі-Лейн (англ. Betsy Layne) — переписна місцевість (CDP) в США, в окрузі Флойд штату Кентуккі. Населення — 651 особа (2020).

## Географія
Бетсі-Лейн розташоване за координатами 37°33′0″ пн. ш. 82°37′29″ зх. д. / 37.55000° пн. ш. 82.62472° зх. д. (37.550128, -82.624621).  За даними Бюро перепису населення США в 2010 році переписна місцевість мала площу 4,76 км², з яких 4,69 км² — суходіл та 0,07 км² — водойми.

## Демографія
Згідно з переписом 2010 року, у переписній місцевості мешкало 688 осіб у 296 домогосподарствах у складі 198 родин. Густота населення становила 145 осіб/км².  Було 324 помешкання (68/км²).
Расовий склад населення:
| - 97,7 % — білих - 0,6 % — азіатів - 0,4 % — корінних американців |

До двох чи більше рас належало 1,3 %. Частка іспаномовних становила 0,9 % від усіх жителів.
За віковим діапазоном населення розподілялося таким чином: 20,1 % — особи молодші 18 років, 64,6 % — особи у віці 18—64 років, 15,3 % — особи у віці 65 років та старші. Медіана віку мешканця становила 41,9 року. На 100 осіб жіночої статі у переписній місцевості припадало 89,0 чоловіків;  на 100 жінок у віці від 18 років та старших — 87,7 чоловіків також старших 18 років.
Медіана доходів становила 35 833 долари для чоловіків та 51 510 доларів для жінок. За межею бідності перебувало 31,1 % осіб, у тому числі 58,1 % дітей у віці до 18 років та 0,0 % осіб у віці 65 років та старших.
Цивільне працевлаштоване населення становило 310 осіб. Основні галузі зайнятості: науковці, спеціалісти, менеджери — 24,2 %, освіта, охорона здоров'я та соціальна допомога — 20,3 %, виробництво — 16,5 %.